# Membracis carinulata
Membracis carinulata är en insektsart som beskrevs av Richter. Membracis carinulata ingår i släktet Membracis och familjen hornstritar. Inga underarter finns listade i Catalogue of Life.